# Étoiles (collection)
Pour les articles homonymes, voir Étoile (homonymie).
Étoiles est le nom d'une collection de livres à destination des jeunes lancée par la Maison de la bonne presse.
Ont été publiés entre autres :
- 3 Mizaëlle par Guy Wirta, 1943
- 13 La Fleur du jardin clos par Guy Wirta, 1944
- La Font-Cachée par M. Barrère-Affre,1947
- 36 L'Hymne interrompue par Guy Wirta, 1948
- Le Roi des Andes par Delly, 1949